# Showrooming

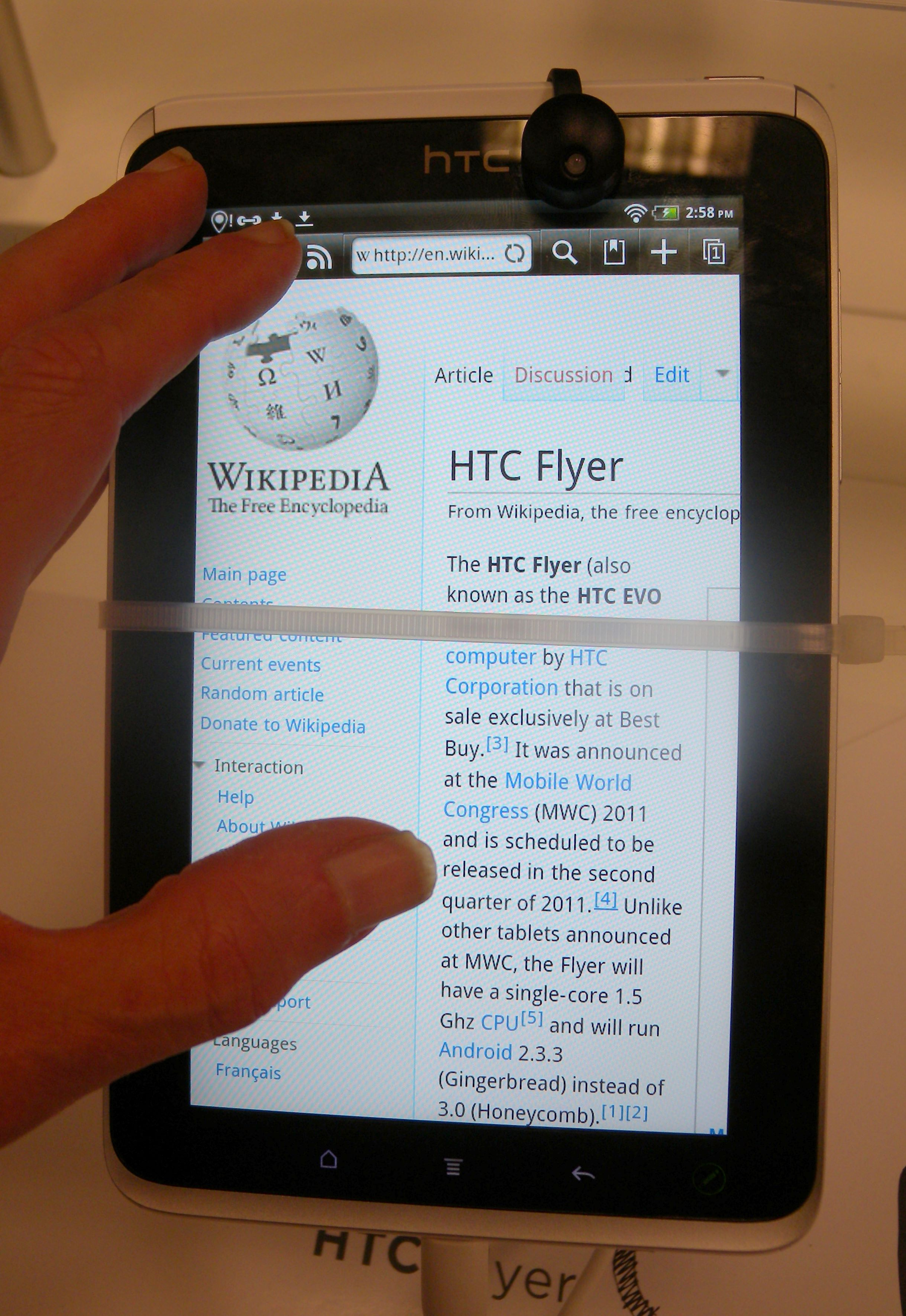
Le shoowrooming permet souvent de tester des produits électroniques avant de les acheter en ligne.

Le showrooming (en français, furetage en magasin selon l'Office québécois de la langue française ou encore repérage en magasin) est la pratique du consommateur qui consiste à se rendre chez un commerçant en brick and mortar (ou brique(s) et mortier, donc ayant « pignon sur rue ») pour évaluer physiquement un produit qu’il achètera en ligne souvent moins cher, parfois grâce à l'utilisation de comparateurs de prix.
Le commerçant en brick and mortar devient donc un showroom gratuit pour ses concurrents.
La pratique inverse est le ROPO ou webrooming (en français webrepérage selon l'OQLF  ou prémagasinage en ligne ) qui consiste à aller sur internet pour rechercher des informations sur un produit ou pour comparer les produits (prix, attributs, avis clients...) avant d’aller en magasin pour les acheter (dans un magasin appartenant ou non à la même enseigne).

## Source
- (en) Cet article est partiellement ou en totalité issu de l’article de Wikipédia en anglais intitulé « Showrooming » (voir la liste des auteurs).